# Cathy Hummels

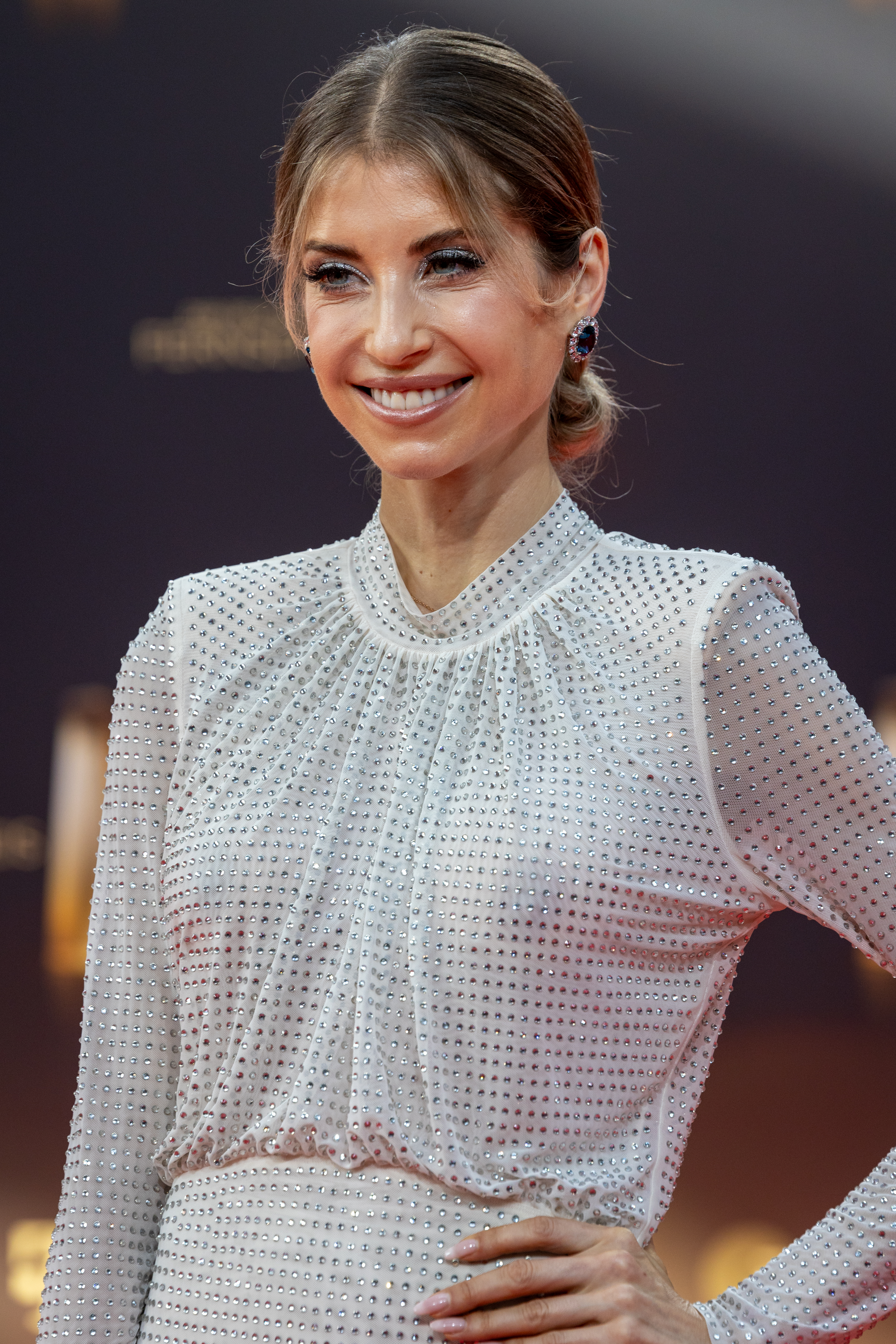
Cathy Hummels, 2023

Catherine „Cathy“ Fischer-Hummels (* 31. Januar 1988 in Dachau als Catherine Fischer) ist eine deutsche Moderatorin, Influencerin, It-Girl und Unternehmerin.

## Privates
Hummels wuchs in Unterschleißheim als Tochter einer Steuerberaterin und eines Ingenieurs auf. Sie besuchte dort das Carl-Orff-Gymnasium und war als Austauschschülerin ein Jahr in den USA, wo sie auch Cheerleading betrieb. In München lernte sie 2007 den Fußballspieler Mats Hummels kennen, der zu dieser Zeit beim FC Bayern München spielte. Als der Abwehrspieler im Jahr 2008 zu Borussia Dortmund wechselte, zog sie mit ihm ins Ruhrgebiet und schloss an der TU Dortmund ihr BWL-Studium ab.
Am 15. Juni 2015 heiratete sie Mats Hummels im Bayerischen Hof München. Im Jahr 2018 wurde der gemeinsame Sohn geboren. Das Paar trennte sich 2021 und ließ sich am Jahresende 2022 scheiden.
Catherine Hummels hat einen älteren Bruder, der als Psychiater arbeitet, und eine ein Jahr jüngere Schwester.

## Tätigkeiten

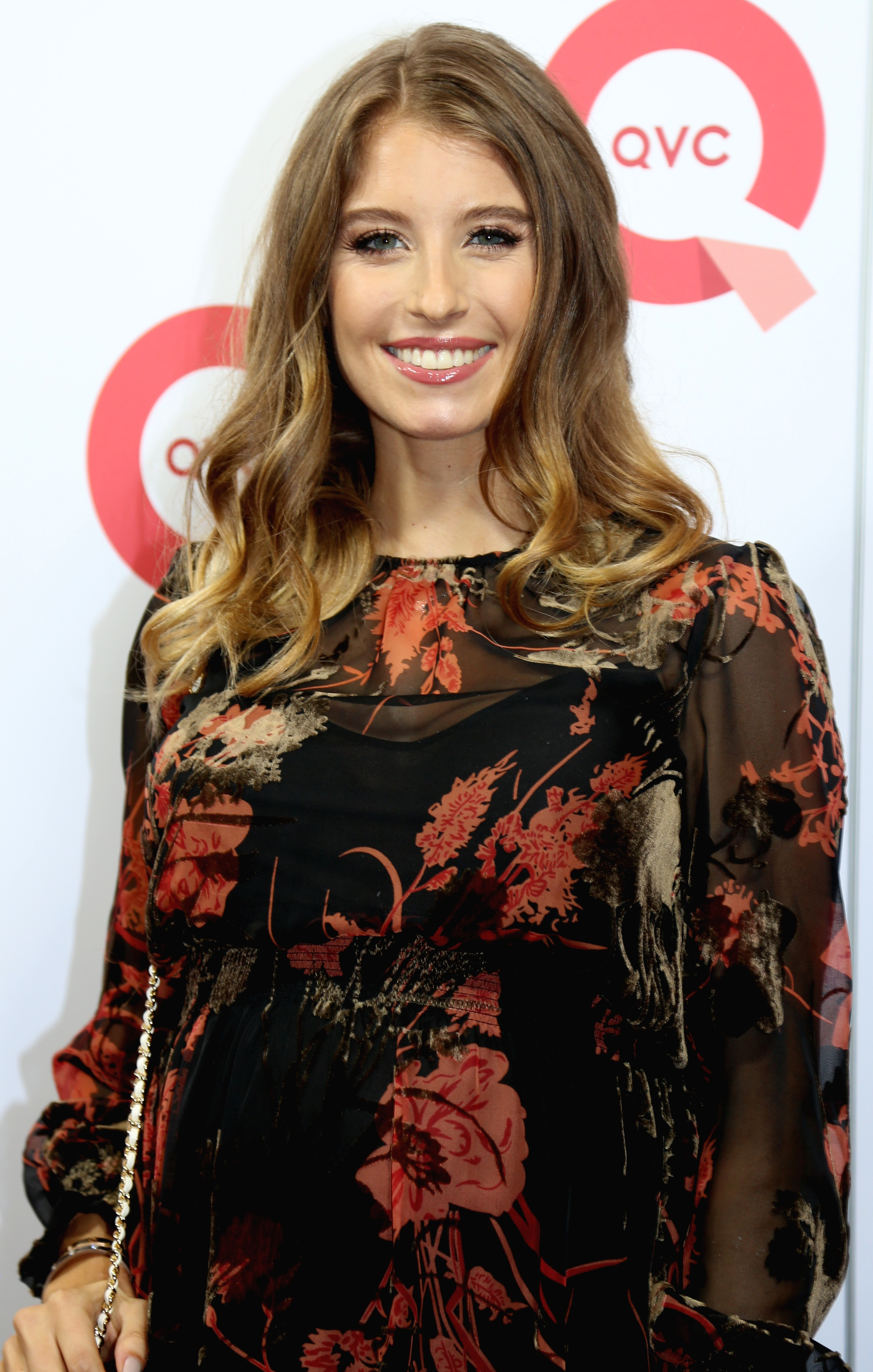
Cathy Hummels, 2017

Erste Schritte in der Medienwelt unternahm Hummels ab Mai 2013 als Kolumnistin des Magazins Closer. Bei der Berlin Fashion Week im Juli 2013 arbeitete sie als Reporterin für die ProSieben-Sendung red! Stars, Lifestyle & More. Ab August 2013 bis Juli 2014 betreute sie als Moderatorin die Sky-Sports-Sendung Cathy unterwegs. Während der Fußball-Weltmeisterschaft in Brasilien 2014 führte sie für bild.de ein Video-Tagebuch.
Im März 2015 nahm sie an der Seite des Profitänzers Marius Iepure an der 8. Staffel der RTL-Show Let’s Dance teil. Das Paar erhielt nach der ersten Runde die wenigsten Zuschauerstimmen und belegte den letzten Platz.
Von 2020 bis 2024 war Hummels bei RTL ZWEI als Moderatorin tätig, sie präsentierte die Realityshow Kampf der Realitystars – Schiffbruch am Traumstrand. Im September 2020 ersetzte sie die an COVID-19 erkrankte Jana Ina Zarrella als Moderatorin von Love Island.
Im November 2020 trat sie in der ProSieben-Show Schlag den Star an und unterlag Stefanie Hertel. Im Dezember 2021 nahm sie am Promi-Special von Ninja Warrior Germany teil.
2021 sprach sie als Gast in der achten Folge des NDR-Info-Podcasts Raus aus der Depression (Moderation: Harald Schmidt) und in der Talkshow deep und deutlich über eine Depression in ihrer Jugend. 2022 war Hummels mit Heinz Strunk im SWR-Podcast 1 plus 1 – Freundschaft auf Zeit zu hören.
Hummels ist Co-Autorin mehrerer Bücher und Inhaberin eines Unternehmens, das Veranstaltungen und Retreats organisiert.
In der Juli-Ausgabe 2023 war Hummels Playboy-Covermodel (fotografiert von Ana Dias). 2024 war sie Teilnehmerin bei Splash! Das Promi-Pool-Quiz auf RTL. Im selben Jahr war Hummels auch bei Sat.1 in Stars in der Manege zu sehen.

## Kontroversen

### Zurückgezogenes Buch (2024)
Ein mit Hummels und ihrem Bruder Sebastian Fischer beim Südwest-Verlag geplantes Buchprojekt Aus dem Schatten: Dein Weg aus der Depression wurde 2024 vom Verlag gestoppt. Ihr Bruder war als Co-Autor mit einem Doktorgrad vorgestellt worden, den er jedoch nicht hatte. Hummels gab an, „Doktor“ und „Arzt“ als Synonyme betrachtet zu haben.

### Missbrauch von Depression für Werbezwecke (2022)
Die Deutsche Depressionsliga warf Hummels vor, Depression für Werbezwecke zu benutzen. Kritiker monieren, mit ihrem "Mental Health Retreat" mit weiteren Influencerinnen wie Diana zur Löwen würde sie psychische Krankheiten verharmlosen und für Werbung missbrauchen.

### Gerichtsverfahren (2018/19)
Im August 2018 erwirkte der Sportartikelhersteller Hummel vor dem Landgericht Hamburg eine einstweilige Verfügung gegen Hummels, die es ihr verbot, Schuhe mit dem Schriftzug Hummels auf den Markt zu bringen.
2019 gewann Hummels ein gegen sie angestrengtes Gerichtsverfahren wegen vermeintlicher Schleichwerbung des Verbands Sozialer Wettbewerb am Landgericht München.

## Bücher
- (mit Flora Fink) Stark mit Yoga. Südwest, München 2018, ISBN 978-3-517096-87-2.
- (mit Antonia Gavazzeni, Christina Wiedemann) Das Zuckerfrei-Kochbuch für Kinder. Zs Zabert Und Sandmann, München 2020, ISBN 978-3-965840-26-3.
- (mit Peter Käfferlein, Olaf Köhne) Mein Umweg zum Glück. Benevento, Wals bei Salzburg 2020, ISBN 978-3-710901-13-3.